# Distrikt Molinopampa

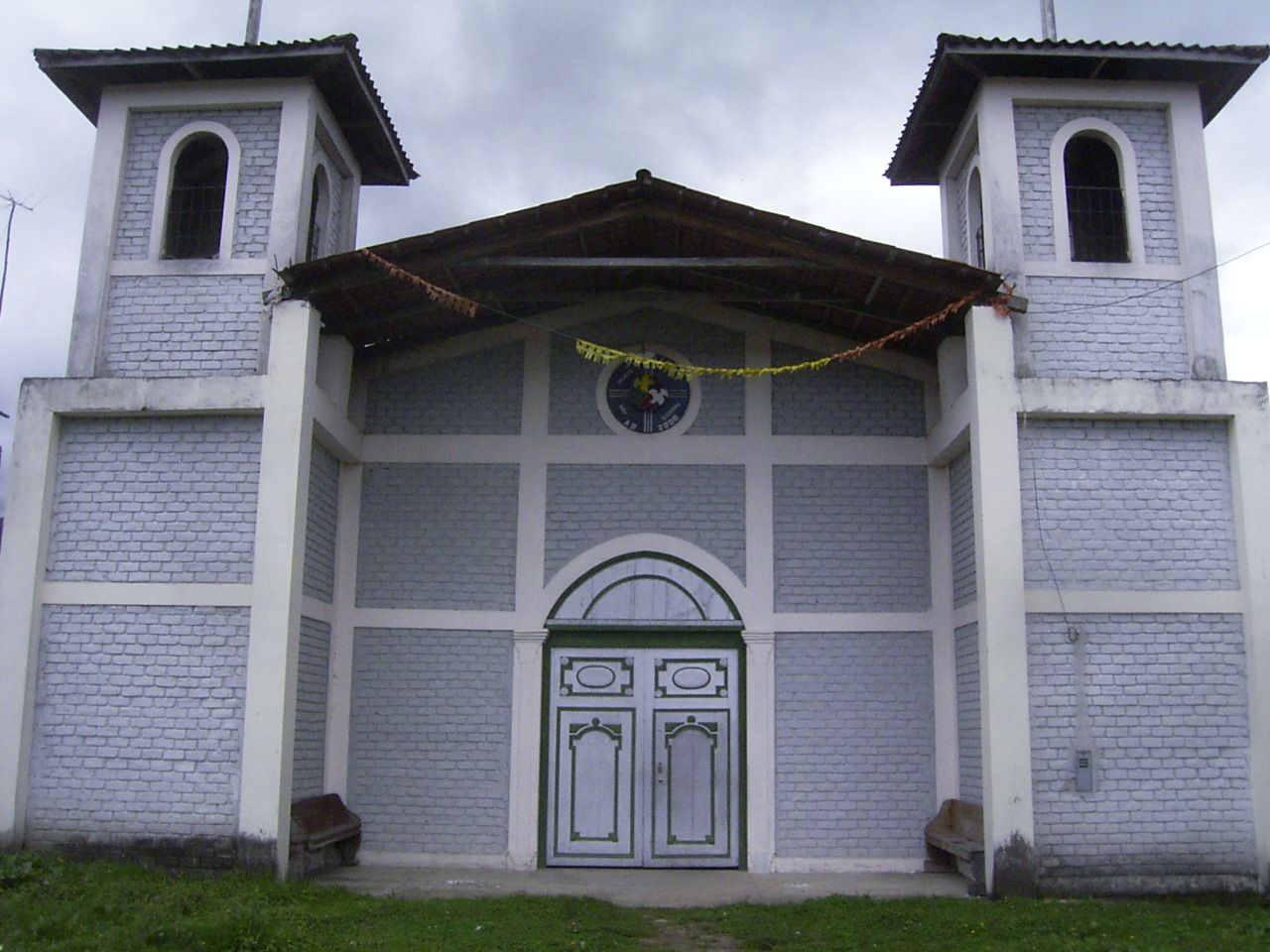
Die Kirche von Molinopampa

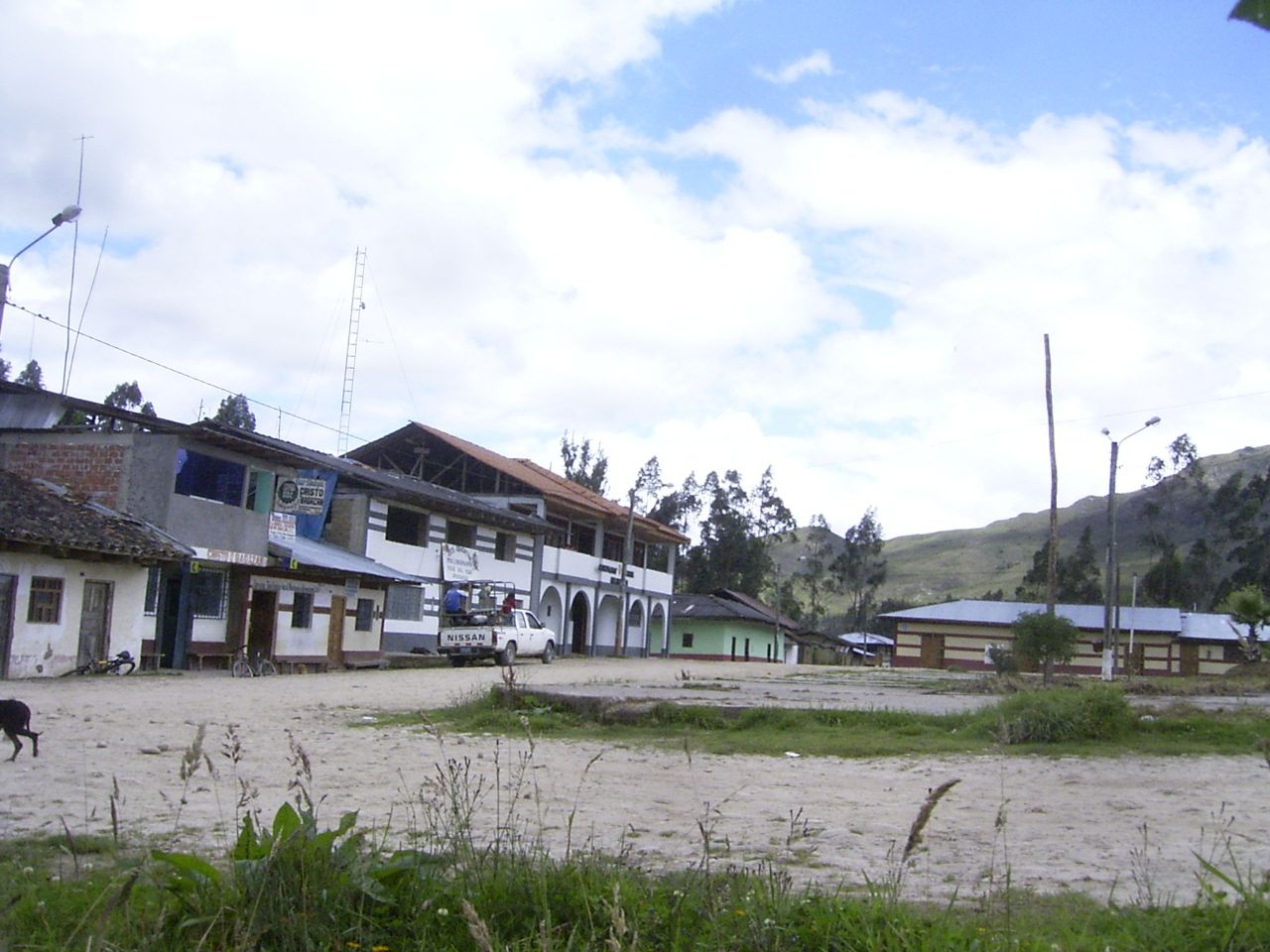
Das Rathaus des Distriktes Molinopampa

Der Distrikt Molinopampa befindet sich in der Provinz Chachapoyas in der Region Amazonas. Sie hat eine Fläche von 333,86 km². Beim Zensus 2017 betrug die Einwohnerzahl 2176. Im Jahr 1993 lag diese bei 2427, im Jahr 2007 bei 2501. Sitz der Distriktverwaltung ist die 2407 m hoch gelegene Ortschaft Molinopampa mit 694 Einwohnern (Stand 2017). Molinopampa befindet sich 22,5 km östlich der Provinz- und Regionshauptstadt Chachapoyas.

## Hauptstadt
Der Name Molinopampa setzt sich aus zwei Wörtern zusammen, aus Molino, was im spanischen „Mühle“ bedeutet und aus Pampa, womit man einfach eine unbebaute Fläche unbestimmter Größe bezeichnet. Dieser Name kommt daher, dass Molinopampa, das direkt am Flüsschen Río Sonche liegt, das später in den Río Utcubamba mündet, bis vor einigen Jahren eine der wichtigsten wasserbetriebenen Getreidemühlen der Gegend beherbergte.
Wie in der ganzen Gegend finden sich auch in Molinopampa Ruinen der Kultur der Chachapoya.

## Geographische Lage
Der Distrikt Molinopampa liegt im nördlichen Osten der Provinz Chachapoyas. Der Westen und Nordwesten wird vom Río Ventilla, einem Zufluss des Río Sonche nach Westen durchquert. Der Südosten und Osten liegt im Einzugsgebiet des Río Huayabamba.
Der Distrikt Molinopampa grenzt im Südwesten an den Distrikt Cheto, im Westen an die Distrikte San Francisco de Daguas und Sonche, im Nordwesten an den Distrikt Quinjalca, im Norden an den Distrikt Granada, im Nordosten an den Distrikt Vista Alegre, im Osten an den Distrikt Mariscal Benavides sowie im Südosten an den Distrikt Longar (die drei zuletzt genannten Distrikte gehören zur Provinz Rodríguez de Mendoza).